# Deileptenia subdisplicens
Deileptenia subdisplicens är en fjärilsart som beskrevs av Felix Bryk 1948. Deileptenia subdisplicens ingår i släktet Deileptenia och familjen mätare. Inga underarter finns listade i Catalogue of Life.